# Gabriel Parès
Pour l’article homonyme, voir Parès.
Gabriel Parès, né le 28 novembre 1860 à Paris et mort le 2 janvier 1934 dans la même ville, est un compositeur, cornettiste et chef de musique militaire français. Il dirige notamment la Musique de la Garde républicaine durant dix-sept ans, entre 1893 et 1910.

## Biographie
Philippe Charles Gabriel Parès naît le 28 novembre 1860 Paris (11e arrondissement),. Il est le fils d'un chef de musique militaire et clarinettiste solo de la musique de la Garde de Paris, Philippe Parès,.
Il suit une scolarité à l'institution Prou de Monthléry et joue du trombone au sein de la fanfare de l'école. À l'âge de dix-sept ans, il est admis dans la classe de cornet à pistons d'Hippolyte Maury au Conservatoire de musique de Paris, où il obtient un 1er prix en 1879,.
Entre 1880 et 1885, Gabriel Parès est engagé volontaire à la Musique du 13e régiment d'artillerie (RA) de Vincennes, sous la direction de Leroux fils. Il poursuit néanmoins ses études musicales au Conservatoire de Paris, étudiant l'harmonie auprès de Théodore Dubois et la composition avec Léo Delibes,.
En 1881, il est reçu premier au concours de sous-chef de musique militaire et est nommé au 74e régiment d'infanterie (RI) à Rouen, où il occupe également le poste de premier cornet au théâtre. En 1882, il est ensuite reçu premier au concours de chef de musique militaire et est affecté au 69e RI à Nancy. Puis, en 1883, il est nommé après un concours spécial chef de la musique des équipages de la flotte de Toulon, qu'il dirige dix années durant.
Officier d'Académie en 1891, il devient officier de l'Instruction publique en 1897.
En 1893, Gabriel Parès est reçu premier au concours de succession de Gustave Wettge à la tête de l'orchestre de la Garde républicaine,. Comme chef de la Garde, il entreprend de nombreuses tournées, en Italie, Espagne et aux États-Unis. Il est à la tête de la formation durant dix-sept ans avant de prendre sa retraite en 1910.
Il est également directeur artistique de la maison Couesnon et fonde en 1907 avec son frère H.J. Parès et l'éditeur Andrieu La Revue orphéonique.
En 1916, Parès est sollicité par la ville de San Francisco pour un contrat de trois mois puis, en 1918, repart en tournée aux États-Unis à la demande de Georges Clemenceau, dirigeant plus de deux cents concerts entre mai 1918 et février 1919.
Nommé chevalier dans l'ordre de la Légion d'honneur en 1906, il est promu officier en 1928,.
Gabriel Parès était aussi chevalier des saints-Maurice-et-Lazare, chevalier de la couronne d'Italie, de Sainte-Anne de Russie, de l'ordre royal de Suède, du Lion et Soleil de Perse, officier de l'Instruction publique Perse.
Il meurt à l'âge de 73 ans le 2 janvier 1934 à Paris (7e arrondissement),, et est inhumé au cimetière du Montparnasse (division 18).
Comme compositeur, Parès est l'auteur de plus d'une soixantaine de partitions pour musique militaire, des adaptations et arrangements d'œuvres classiques pour orchestre d'harmonie (dont la Symphonie fantastique d'Hector Berlioz, l'ouverture de l'opéra Le Roi d'Ys d'Édouard Lalo ou la Première suite et la Deuxième suite de L'Arlésienne de Georges Bizet) et fantaisies musicales, ainsi que plusieurs compositions originales, dont avec son frère un opéra-comique, Le Secret de maître Cornille, représenté au théâtre de Marseille,,.
Gabriel Parès est aussi l'auteur d'un ouvrage de référence sur l'instrumentation et l'orchestration pour orchestre d'harmonie, Traité d'instrumentation et d'orchestration à l'usage des musiques militaires d'harmonie et de fanfare, publié en 1898,.
Son fils, Philippe Parès (1901-1979), porte le nom de son grand-père et est également compositeur.

## Compositions

### Musique pour orchestre d'harmonie
- 1894 Ouverture « Richilde »[4]
- 1900 Mars et Bellone
- 1910 Le Chevau-Léger
- 1911 Les Houzards
- Anciennes Marches et Refrains de l'Armée Française
- Le cocardier
- Enfants de France
- Ballet Fantastique
- Les fraises
- La Garde défile, pour orchestre d'harmonie avec tambours et clairons
- La Fée des Alpes, fantaisie
- La Saint Hubert, ouverture
- Le Bombardier, marche
- Le fringant
- Le grognard (Les Vétérans), marche
- Le secret de Maître Cornille, ouverture[4]
- Le Troubadour
- Le Voltigeur, marche
- Marceau
- Marche des Fédérés
- Marches et refrains de l'Armée française
- Ouverture Solennelle
- Pavane Louis XIII
- Pax et Labor, ouverture
- Première Ouverture de Concert
- Rollon
- Suite Provençale
- Toulon, ouverture

### Musique vocale
- Hymne de la Légion d'Honneur, pour voix et piano

### Musique de chambre
- Crépuscule, pour clarinette (ou trompette) et piano (également pour trombone et piano)
- Fantaisie Caprice, pour cornet (ou trompette ou saxophone alto) et piano
- Premier Solo de Concours, pour cornet et piano

### Travaux pédagogiques
- 1895 Méthode complète de Trombone
- Méthode élémentaire pour flûte
- Méthode élémentaire pour clarinette
- Méthode élémentaire pour Trompette
- Méthode élémentaire pour Saxophone
- Méthode de Saxophone

## Ouvrage
- Traité d'instrumentation et d'orchestration à l'usage des musiques militaires d'harmonie et de fanfare, Paris, éditions Henry Lemoine, 1898[11].